# Eclipse Machine Division
Eclipse Machine Division, Bendix Aviation Corporation, vorher Steel Pulley and Machine Company, Eclipse Bicycle Company und Eclipse Manufacturing Company, war ein US-amerikanischer Hersteller von Fahrzeugen.

## Unternehmensgeschichte
Harmon H. Fulton gründete 1883 die Steel Pulley and Machine Company in Indianapolis in Indiana. Ein Werk befand sich in Beaver Falls in Pennsylvania. Am 12. August 1895 zog es nach Elmira im US-Bundesstaat New York. Spätestens 1896 firmierte es als Eclipse Bicycle Company. Ab 1890 stellte es Fahrräder her.  1896 gab es Versuche mit einem pferdelosen Wagen, der nicht in Produktion ging. Eine Quelle gibt im Gegensatz zu anderen an, dass am 12. Dezember 1902 eine Umfirmierung in Eclipse Machine Company stattfand. 1904 wurden einige Automobile gefertigt, die als Eclipse vermarktet wurden. Zu diesem Zweck lautete die Firmierung in dem Jahr Eclipse Manufacturing Company und danach wieder Eclipse Bicycle Company.
1928 erfolgte die Übernahme durch Bendix und 1938 die Umfirmierung in Eclipse Machine Division. 1944 hieß das Unternehmen Eclipse Machine Division, Bendix Aviation Company und gehörte zur Bendix Aviation Corporation. Vom 14. April 1949 ist eine Anzeige des Unternehmens bekannt.
1966 wurde aufgrund einer Reorganisation aus dem Unternehmen die Motor Components Division. Dieses Unternehmen wurde 1974 von Facet Enterprises übernommen.
Es gab keine Verbindungen zu den anderen Herstellern von Autos der Marke Eclipse: Eclipse Automobile Company, Eclipse Machine Company (Ohio), Krueger Manufacturing Company, Eclipse Machine Company (Michigan) und Eclipse Motor Car Company.

## Kraftfahrzeuge
Das Angebot umfasste nur ein Modell. Ein luftgekühlter Vierzylindermotor mit 20 PS Leistung trieb die Fahrzeuge an. Das Fahrgestell hatte 239 cm Radstand. Karosseriebauform war ein offener Tourenwagen.